# 毒笑小説
『毒笑小説』（どくしょうしょうせつ）は、東野圭吾のユーモア短編小説集。『笑小説』シリーズの2作目。

## 概要
小説誌『小説すばる』や『週刊小説』などに1992年から掲載され、1996年7月26日に集英社から単行本が発行された。1999年2月19日には集英社文庫版が発行された。 
収録作はブラックジョーク・毒のある笑いが詰まっている。文庫版の巻末には京極夏彦と東野圭吾の対談が収録されていて、両者の笑いに関することが情熱的に語られるほか、『秘密』執筆の事情までもが語られている。

## 収録作品・初出一覧
（括弧内は掲載誌と掲載号）

### 誘拐天国
（小説すばる 1995年11月号）
VIPなみに忙しい孫、健太。健太の祖父・福富豊作は、どうにかして孫と遊びたいと考え、麻雀仲間と孫の誘拐計画を立ち上げる。
- 登場人物
  - 福富豊作：国内屈指の資産家。健太の祖父。宝船や銭箱とともに誘拐を実行する。
  - 銭箱大吉：国内屈指の資産家。宝船や福富とともに誘拐を実行する。
  - 宝船満太郎：国内屈指の資産家。銭箱や福富とともに誘拐を実行する。
  - 福富政子：福富財閥の代表。豊作の娘。
  - 福富健太：政子の息子。金満館幼稚園の園児。
  - 福富良夫：政子の夫。婿養子。
  - 月山一郎：金満館幼稚園の園児で健太の友達。健太と誘拐される。
  - 火村亜矢：金満館幼稚園の園児で健太の友達。健太と誘拐される。
  - ユカリ：金満館幼稚園の園児で健太の友達。健太と誘拐される。

### エンジェル
（小説すばる 1996年2月増刊号）
天使そっくりの生物が発見され、一気に人気者となった。
- 登場人物
  - エンジェル：羽の生えた、天使に似た新生物。

### 手作りマダム
（小説すばる 1994年11月号）
パーティで部下の妻達に手作り品を振舞う夫人だったが、その出来映えは粗悪で、周囲の苦悩は増す。
- 登場人物
  - 安西静子：ABC電機の研究開発部に所属する夫の妻。
  - 安西史明：安西静子の夫。
  - 富岡貞子：ABC電機、重役の夫の妻。
  - 鳥飼フミエ：ABC電機のIC設計課長の妻。
  - 町田淳子：ABC電機に勤務する夫の妻。
  - 古川よしえ：ABC電機に勤務する夫の妻。
  - 田中ヒロミ：ABC電機に勤務する夫の妻。

### マニュアル警察
（小説すばる 1993年11月号）
妻を殺害した男が自首するが、警察はマニュアルどおりにしか動かない。
- 登場人物
  - 只野一郎：妻の花子を殺し、自首しに行く。
  - 只野花子：一郎の妻。夫に殺害される。

### ホームアローンじいさん
（小説すばる 1994年4月号）
留守番を承知した伸太郎は、孫が所持しているアダルトビデオを見ようとするが、使い方が解らず、悪戦苦闘する。
- 登場人物
  - 伸太郎：留守番を引き受けた老人。ビデオに悪戦苦闘する。元教師。
  - 貞男：伸太郎の息子。
  - 孝子：貞男の妻。
  - 信彦：伸太郎の孫。アダルトビデオを所持している。
  - 泥棒：空き巣狙いに成功した経験を持つ泥棒。

### 花婿人形
（小説すばる 1995年4月号）
旧家の跡取り息子である御茶之小路茂秋は、すべて母親の指示がなければ何も出来ないマザコン。その性格が、結婚当日に大きな悲劇をもたらす。
- 登場人物
  - 御茶之小路茂秋：御茶之小路家の跡取り。新郎。
  - 御茶之小路要子：茂秋の母親。御茶之小路家の12代目。
  - 山田弥生：新婦。

### 女流作家
（小説推理 1992年2月号）
人気女流作家がお産の為に休業した。しかし、復帰後に姿を見せなくなった。入稿の遅延は解消したが、編集者には釈然としない思いが膨らんで行く。
- 登場人物
  - 宮岸玲子：女流作家。
  - カワシマ：四葉社の編集者。女流作家の担当編集者。
  - カトンボ：宮岸玲子の夫。
  - オダカ：四葉社の編集長。

### 殺意取扱説明書
（週刊小説 1993年7月9日号）
OLの私は中古屋で「殺意取扱説明書」という本を買った。本物だとは思っていなかったが、本当に「殺意を取り扱う説明書」だった。
- 登場人物
  - 私：OL。中古屋で「殺意取扱説明書」を購入する。
  - 矢口育美：私の大学時代の友人。私はこいつを殺そうと考える。
  - 緒方洋一：私の元恋人。

### つぐない
（野性時代 1994年10月号）
ピアノ教師の実穂は、変わった生徒を受け持つことになった。その初老の生徒は、一般的な知識も持ち合わせていなかった。彼はなぜ、ピアノを始める気になったのか。
- 登場人物
  - 藤井実穂：ピアノ教師。
  - 栗林：家電機器メーカー勤務。藤井実穂のレッスン生徒。
  - 栗林ユカ：栗林の娘。高校生。
  - 栗林の妻：夫のピアノレッスンに不満を抱いている。
  - 橋本：栗林の部下。
  - 真鍋浩三：統和医科大学第九教室教授。

### 栄光の証言
（週刊小説 1994年12月9日号）
お世辞のひとつも言えない陰気な男だと周囲から疎んじられてきた正木孝三が、突如栄光の日々を送ることになる。殺人事件の目撃者になったからである。尋ねられもしないのに、吹聴して回る孝三。
- 登場人物
  - 正木孝三：金属加工会社勤務。
  - 大家：孝三が住むアパートの大家。
  - 下田春吉：中華料理店を経営している。何者かに殺害される。
  - 山下一雄：下田春吉の従弟。下田春吉殺害容疑で逮捕される。

### 本格推理関連グッズ鑑定ショー
（小説すばる 1996年5月号）
『本格推理関連グッズ鑑定ショー』に、天下一大五郎の手柄となった『壁神家殺人事件』の心張り棒が持ち込まれ、会場は盛り上がる。しかし、鑑定士の壁神辰哉の評価額は0円。
- 登場人物
  - 山田史朗：『本格推理関連グッズ鑑定ショー』で心張り棒を出品した。
  - 山田鉄吉：『名探偵の掟――第一章 密室宣言---トリックの王様』の第一発見者。
  - 黒田研二：『本格推理関連グッズ鑑定ショー』の司会者。
  - 白山ありさ：『本格推理関連グッズ鑑定ショー』のアシスタント。
  - 壁神辰哉：特別鑑定士。
  - 綾小路道彦：レギュラー鑑定士。
  - 本山元雄：『料亭ちびたけ殺人事件』の凶器、一万円札を出品。

### 誘拐電話網
（小説宝石 1995年1月号）
カワシマの元に、誘拐犯と名乗る男から身代金を要求する電話が入った。誘拐した子供の親に要求せず、金を支払わせる相手を無作為で選んだと言う。責任転嫁をしたいカワシマは…。
- 登場人物
  - カワシマ：関係の無い子どもの身代金を、ヤマダから立替払いを強要される。
  - スズキ：カワシマから誘拐電話網を回された主婦。
  - ヤマダ：誘拐犯。カワシマに身代金を要求する。
  - オオハシ：ヤマダが身代金を立替払いを命じた相手。

## メディア・ミックス
- マニュアル警察：フジテレビ 1999年 世にも奇妙な物語 秋の特別編
- 殺意取扱説明書：フジテレビ 2010年 世にも奇妙な物語 20周年スペシャル・秋 〜人気作家競演編〜
- 誘拐電話網：配信ドラマ 2012年 ドラマJOKER 東野圭吾ドラマシリーズ”笑”

## シリーズ
- 怪笑小説（1995年、集英社 / 1998年、集英社文庫）
- 毒笑小説（1996年、集英社 / 1999年、集英社文庫）
- 黒笑小説（2005年、集英社 / 2008年、集英社文庫）
- 歪笑小説（2012年、集英社文庫）